# 246. Infanterie-Division (Wehrmacht)
Die 246. Infanterie-Division (246. Inf-Div.) war ein militärischer Großverband der deutschen Wehrmacht, der während des Zweiten Weltkrieges vor allem im Westfeldzug und Krieg gegen die Sowjetunion eingesetzt wurde.

## Geschichte

### Aufstellung
Die 246. Inf.-Div. wurde im Rahmen der 3. Aufstellungswelle ab 26. August 1939 in Darmstadt neu aufgestellt. 

### Beurlaubung 1939
Nach der notwendigen Ausbildung in Deutschland gehörte die Division zu den sog. „Urlaubs-Divisionen“, die bis Januar 1940 nicht aktiv waren. 

### Westwall
Anschließend fand sie Einsatz bei der Grenzsicherung zwischen Karlsruhe und Brühl, dann an der Lauter. Während des Westfeldzuges verblieb die Division in der Stellung und bediente das Hinterfeld der Maginot-Linie. 

### Beurlaubung 1940
Danach kehrte sie zur Beurlaubung von August 1940 bis Februar 1941 nach Deutschland zurück. 

### Besatzungstruppe Frankreich
Vom März 1941 bis Februar 1942 war sie erneut im besetzten Frankreich stationiert. 

### Verlegung an die Ostfront
Ab März 1942 an den Zentralabschnitt der Ostfront verlegt, wo sie der Heeresgruppe Mitte unterstellt war und vorwiegend an der sog. „Rollbahn“ Smolensk-Moskau ihre Stellungen verteidigte, unter anderem die Stadt Bely gegen die 22. sowjetische Armee und nahm 1942 an der Schlacht von Rschew an dem Unternehmen Seydlitz gegen Partisanenaktivitäten südlich von Rschew teil. 1943 zog sie sich zusammen mit der 9. Armee im Unternehmen Büffelbewegung auf rückwärtige Stellungen bei Duchowschtschina zurück.

### Witebsk 1944
Im Juni 1944 wurde die 246. Infanterie-Division mit dem 35.000 Mann starkem 53. Armeekorps im Verlauf der Operation Bagration in Witebsk eingeschlossen. Dabei kam es etwa am 25. Juni 1944 zu schweren Kämpfen im Stadtbereich, bei denen die Division schwere Verluste erlitt. 

### Vernichtung
Die Zerschlagung des Verbandes erfolgte in der Nähe von Witebsk, zwischen Schilki und Ostrowno. Der überlebende Divisionskommandeur, Generalmajor Claus Müller-Bülow, geriet dabei in sowjetische Kriegsgefangenschaft.

### Auflösung
Die offizielle Auflösung der Division erfolgte am 3. August 1944.
Der Panzerjäger-Abteilung der Division wurden noch im September 1944 für eine Neuausrüstung vierzehn Jagdpanzer 38 zugeteilt.

### Übernahme der Divisionsnummer
Die Divisionsnummer 246 wurde wenig später durch die Umbenennung der 565. Volksgrenadier-Division in 246. Volksgrenadier-Division erneut vergeben.

## Personen
| Dienstzeit                              | Dienstgrad      | Name               |
| --------------------------------------- | --------------- | ------------------ |
| 1. September 1939 bis 13. Dezember 1941 | Generalleutnant | Erich Denecke      |
| 13. Dezember 1941 bis 16. Mai 1943      | Generalleutnant | Maximilian Siry    |
| 16. Mai bis 12. September 1943          | Generalmajor    | Konrad von Alberti |
| 12. September bis 5. Oktober 1943       | Generalmajor    | Heinz Fiebig       |
| 5. Oktober 1943 bis 20. April 1944      | Generalleutnant | Wilhelm Falley     |
| 20. April bis 27. Juni 1944             | Generalmajor    | Claus Müller-Bülow |

| Dienstzeit                         | Dienstgrad     | Name                    |
| ---------------------------------- | -------------- | ----------------------- |
| 26. August 1939 bis 20. April 1940 | Hauptmann      | Wilhelm Knüppel         |
| 20. April bis 1. August 1940       | Major          | Peter Pantenius         |
| August 1940 bis Februar 1941       | Major          | unbekannt               |
| Februar bis Dezember 1941          | Oberstleutnant | Friedrich Kuhn          |
| Dezember 1941 bis Januar 1943      | Oberstleutnant | Max Freiherr von Schade |
| Januar 1943 bis Juni 1944          | Oberstleutnant | Gerhard Rauch           |

## Gliederung
- Das Infanterie-Regiment 313 wurde Dezember 1941 zur 337. ID übertragen.
- Das Infanterie-Regiment 689 kam Dezember 1941 von der 337. ID.
- Infanterie-Regiment 352
- Infanterie-Regiment 404
- Artillerie-Regiment 246
- Panzerabwehr-Abteilung 246
- Pionier-Bataillon 246
- Feldersatz-Bataillon 246
- Aufklärungs-Abteilung 246
- Infanterie-Divisions-Nachschubtruppen 246[2]